# Laurence Olivier Award for Actress of the Year in a New Play
Der Laurence Olivier Award for Actress of the Year in a New Play (deutsch: Laurence Olivier Auszeichnung für Darstellerin des Jahres in einem neuen Schauspiel) war ein britischer Theater- und Musicalpreis, der mit einer Unterbrechung von 1976 bis 1988 vergeben wurde.

## Geschichte und Hintergrund
Die Laurence Olivier Awards werden seit 1976 jährlich in zahlreichen Kategorien von der Society of London Theatre vergeben. Sie gelten als höchste Auszeichnung im britischen Theater und sind vergleichbar mit den Tony Awards am amerikanischen Broadway. Ausgezeichnet werden herausragende Darsteller und Produktionen einer Theatersaison, die im Londoner West End zu sehen waren. Die Nominierten und Gewinner der Laurence Olivier Awards „werden jedes Jahr von einer Gruppe angesehener Theaterfachleute, Theaterkoryphäen und Mitgliedern des Publikums ausgewählt, die wegen ihrer Leidenschaft für das Londoner Theater“ bekannt sind. Einer der Auszeichnungen war der Laurence Olivier Award for Actress of the Year in a New Play. Dieser Preis wurde von 1976 bis 1984 verliehen. 1985 wurde er dann mit dem Preis Laurence Olivier Award for Actress of the Year in a Revival zum Laurence Olivier Award for Best Actress zusammengefasst. Die ursprüngliche Auszeichnung wurde ein letztes Mal 1988 verliehen.

## Gewinner und Nominierte
Die Übersicht der Gewinner und Nominierten listet pro Jahr die nominierten Darstellerinnen und ihre Rollen in den Schauspielen. Die Gewinnerin eines Jahres ist grau unterlegt und fett angezeigt.

### 1976–1979
| Jahr               | Darstellerin             | Schauspiel               | Rolle            |
| 1976               |                          |                          |                  |
| ------------------ | ------------------------ | ------------------------ | ---------------- |
| 1976               | Peggy Ashcroft           | Old World                | Lidya Vasilyevna |
| 1976               | Pauline Collins          | Engaged                  | Belinda Trehern  |
| 1976               | Penelope Keith           | Donkeys’ Years           | Lady Driver      |
| 1976               | Joan Plowright           | The Bed Before Yesterday | Alma             |
| 1977               |                          |                          |                  |
| Alison Fiske       | Dusa, Fish, Stats and Vi | Fish                     |                  |
| Glenda Jackson     | Stevie                   | Stevie Smith             |                  |
| Glynis Johns       | Cause Célèbre            | Alma                     |                  |
| Rosemary Leach     | Just Between Ourselves   | Vera                     |                  |
| 1978               |                          |                          |                  |
| Joan Plowright     | Filumena                 | Filumena Marturano       |                  |
| Yvonne Bryceland   | The Woman                | Hecuba                   |                  |
| Sylvia Miles       | Vieux Carré              | Mrs. Wire                |                  |
| Kate Nelligan      | Plenty                   | Susan                    |                  |
| 1979               |                          |                          |                  |
| Jane Lapotaire     | Piaf                     | Édith Piaf               |                  |
| Constance Cummings | Wings                    | Emily Stilson            |                  |
| Gemma Jones        | And a Nightingale Sang   | Helen                    |                  |
| Jessica Tandy      | The Gin Game             | Fonsia Dorsey            |                  |

### 1980–1988
| Jahr               | Darstellerin                                  | Schauspiel                                    | Rolle                                         |
| ------------------ | --------------------------------------------- | --------------------------------------------- | --------------------------------------------- |
| 1980               |                                               |                                               |                                               |
| Frances de la Tour | Duet for One                                  | Stephanie                                     |                                               |
| Shelagh Holliday   | A Lesson from Aloes                           | Gladys                                        |                                               |
| Glenda Jackson     | Rose                                          | Rose                                          |                                               |
| Joan Plowright     | Enjoy                                         | Connie Craven                                 |                                               |
| 1981               |                                               |                                               |                                               |
| Elizabeth Quinn    | Children of a Lesser God                      | Sarah                                         |                                               |
| Eileen Atkins      | Passion Play                                  | Nell                                          |                                               |
| Janet Dale         | The Accrington Pals                           | May                                           |                                               |
| Maggie Smith       | Virginia                                      | Virginia Woolf                                |                                               |
| 1982               |                                               |                                               |                                               |
| Rosemary Leach     | 84, Charing Cross Road                        | Narrator                                      |                                               |
| Judy Davis         | Insignificance                                | The Actress                                   |                                               |
| Judi Dench         | Other Places                                  | Deborah                                       |                                               |
| Anna Massey        | Summer                                        | Xenia                                         |                                               |
| 1983               |                                               |                                               |                                               |
| Judi Dench         | Pack of Lies                                  | Barbara Jackson                               |                                               |
| Sara Kestelman     | The Custom of the Country                     | Zenocia                                       |                                               |
| Maureen Lipman     | Messiah                                       | Rachel                                        |                                               |
| Janet Suzman       | Cowardice                                     | Nina                                          |                                               |
| 1984               |                                               |                                               |                                               |
| Thuli Dumakude     | Poppie Nongena                                | Poppie                                        |                                               |
| Brenda Blethyn     | Benefactors                                   | Sheila                                        |                                               |
| Julie Covington    | Tom & Viv                                     | Vivienne Haigh-Wood Eliot                     |                                               |
| Julie Walters      | Fool for Love                                 | May                                           |                                               |
| 1985               | Siehe Laurence Olivier Award for Best Actress | Siehe Laurence Olivier Award for Best Actress | Siehe Laurence Olivier Award for Best Actress |
| 1986               | Siehe Laurence Olivier Award for Best Actress | Siehe Laurence Olivier Award for Best Actress | Siehe Laurence Olivier Award for Best Actress |
| 1987               | Siehe Laurence Olivier Award for Best Actress | Siehe Laurence Olivier Award for Best Actress | Siehe Laurence Olivier Award for Best Actress |
| 1988               |                                               |                                               |                                               |
| Pauline Collins    | Shirley Valentine                             | Shirley Valentine-Bradshaw                    |                                               |
| Gillian Barge      | Mrs. Klein                                    | Melanie Klein                                 |                                               |
| Saskia Reeves      | Separation                                    | Sarah                                         |                                               |
| Penelope Wilton    | The Secret Rapture                            | Marion French                                 |                                               |